# Lac Turcotte
Pour les articles homonymes, voir Turcotte.
Le Lac Turcotte coule vers le sud, dans la partie ouest de la rivière Saint-Maurice, dans le territoire de La Tuque, en Mauricie, au Québec, au Canada. Entouré de forêt et de montagnes, ce lac a une vocation récréotouristique, dans une région où l'industrie forestière est active.

## Géographie
Le lac Turcotte est situé à 9,5 km à l'Ouest de l'aéroport de La Tuque et à 6,75 km à l'Est du Lac Cinconcine. Le sud du lac est à une distance (en ligne directe) de 15 km du hameau de Rivière-aux-Rats (La Tuque). Le lac Turcotte a une longueur de 6,75 km dans l'axe nord-sud et une largeur maximale de 1 km au sud du lac. Autour du lac, une dizaine de sommets de montagne atteignent 400 mètres d'altitude.
Son émissaire qui coule sur 9,2 km pour atteindre la rivière Saint-Maurice est situé au sud du lac. Cet émissaire coule sur 0,9 km pour se déverser dans le "Petit lac Turcotte" (long de 1,05 km). La décharge de ce dernier coule vers le sud-est sur 7,25 km presque en ligne droite dans une petite vallée très étroite, puis se déverse par la rive droite dans la rivière Saint-Maurice, en face du secteur « Crique-Claire » de La Tuque. En descendant, les eaux de cette petite rivière traversent le petit "Lac du Rocher" et le "Lac Bédard". Cette petite rivière coule presque en parallèle (côté nord-est) de la Rivière aux Rats (Mauricie) à une distance d'environ 6,4 km.
La distance routière entre le centre-ville de La Tuque et la partie centrale de la rive ouest du lac est de 36 km, car la route contourne le lac par le nord, et passe près du lac Parker. La distance routière est de 33,9 km entre la partie centrale de la rive ouest du lac et le hameau de Rivière-aux-Rats (La Tuque).

## Toponymie
Le toponyme « Lac Turcotte » a été inscrit le 5 décembre 1968 à la Banque des noms de lieux de la Commission de toponymie du Québec.